# Кастелацо де Барци (Милано)
Кастелацо де Барци је насеље у Италији у округу Милано, региону Ломбардија.
Према процени из 2011. у насељу је живело 744 становника. Насеље се налази на надморској висини од 130 м.